# Al-Qadr
Al-Qadr  (arabe : سُورَةُ ٱلْقَدْرِ, français : La Destinée) est le nom traditionnellement donné à la 97e sourate du Coran, le livre sacré de l'islam. Elle comporte 5 versets. Rédigée en arabe comme l'ensemble de l'œuvre religieuse, elle fut proclamée, selon la tradition musulmane, durant la période mecquoise.

## Origine du nom
Bien que le titre ne fasse pas directement partie du texte coranique, la tradition musulmane a donné comme nom à cette sourate La Destinée, en référence au contenu du premier verset : « 1. Certes, Nous l'avons fait descendre (le Coran) pendant la nuit de la Destinée. ».
Cette nuit fait l'objet pour les musulmans d'une fête particulière : Laylat al-Qadr (ou Nuit du Destin en français).

## Historique
Il n'existe à ce jour pas de sources ou documents historiques permettant de s'assurer de l'ordre chronologique des sourates du Coran. Néanmoins selon une chronologie musulmane attribuée à Ǧaʿfar al-Ṣādiq (VIIIe siècle) et largement diffusée en 1924 sous l’autorité d’al-Azhar,, cette sourate occupe la 25e place. Elle aurait été proclamée pendant la période mecquoise, c'est-à-dire schématiquement durant la première partie de l'histoire de Mahomet avant de quitter La Mecque. Contestée dès le XIXe par des recherches universitaires, cette chronologie a été revue par Nöldeke,, pour qui cette sourate est la 14e.
Les sourates de la fin du Coran sont généralement considérées comme appartenant aux plus anciennes. Elles se caractérisent par des particularités propres. Elles sont brèves, semblent issues de proclamations oraculaires (ce qui ne signifie pas, pour autant, qu’elles en sont des enregistrements), elles contiennent de nombreux hapax...
Pour Nöldeke et Schwally, la quasi-totalité des sourates 69 à 114 sont de la première période mecquoise. Neuwirth les classe en quatre groupes supposés être chronologiques. Bien que reconnaissant leur ancienneté, certains auteurs refusent de les qualifier de « mecquoise », car cela présuppose un contexte et une version de la genèse du corpus coranique qui n’est pas tranchée. Cette approche est spéculative. Roxanne D. Marcotte note que sa datation, entre sourate mecquoise et médinoise, est débattue. Dye souligne aussi que le début du texte pourrait manquer, tandis que Sinai et Neuwirth considèrent que le v.4 est une interpolation .
En effet, ces textes ne sont pas une simple transcription sténographique de proclamation mais sont des textes écrits, souvent opaques, possédant des strates de composition et des réécritures Cela n’empêche pas ces sourates de fournir des éléments contextuels (comme l’attente d’une Fin des Temps imminente chez les partisans de Mahomet). Ces textes sont marqués par une forme de piété tributaire du christianisme oriental. 

## Interprétations
La structure de cette sourate est relativement simple. Elle annonce au premier verset un événement s'étant déroulé durant la nuit d'al-Qadr.  Au verset 2, la sourate s'interroge sur ce qu'est cette nuit. Enfin, les verset 3 à 5 répondent à la question. La nature exacte de l'événement en question est obscure. Selon l'interprétation sunnite traditionnelle, cette sourate aborde la révélation des sourates et du Coran à Mahomet. Selon le chiisme ancien, cette nuit correspondrait à la descente annuelle de la connaissance sur les prophètes et leurs successeurs, les imams. L'interprétation sunnite traditionnelle pose un problème puisque, selon les traditions, le Coran aurait été révélé sur une période d'une vingtaine d'années. Pour résoudre cette incohérence, plusieurs explications ont été proposées. Il pourrait s'agir de la descente du Coran de la "table bien gardée" au ciel inférieur (interprétation étymologique "intenable" pour les chercheurs) ou la descente de la première révélation.
Diverses études récentes, à la suite de Luxenberg et comme elle de Dye, ont renouvelé la compréhension traditionnelle de cette sourate. Ainsi, pour plusieurs auteurs, comme Dye ou Shoemaker, « il semble maintenant plausible que les péricopes coraniques sur la naissance du Christ, y compris notre sourate, aient pu tirer leur origine d’un ou de plusieurs textes chrétiens sur la Nuit de la Nativité de Jésus », comme l'Hymne sur la Nativité d'Éphrem. Cette thèse est connue dès le XVIe siècle. Plus loin, Amir-Moezzi parle de « « sous-texte » probable de [cette sourate] à savoir un texte sur Jésus-Christ ». G. Gobillot considère que l'allusion à la nuit de Noël pourrait être associée à une version modifiée de celle-ci par le manichéisme. Le pronom personnel (3e sing. sans antécédent) du premier verset, traditionnellement identifié au Coran, pose question aux chercheurs. Dans les écrits syriaques, un tel usage désigne Jésus. Pour El-Badawi, un tel usage est parfois utilisé dans le Coran pour désigner la révélation divine.
Pour Lourié, « les chercheurs modernes l'ont défini comme une tradition de la Nativité ». S'il considère que les ressemblances prouvent une influence de ces textes chrétiens lors de la composition du Coran, Dye s'interroge néanmoins sur le sens original de cette sourate, entre un texte qui faisait référence originellement à Jésus ou un texte qui utilise, pour évoquer la révélation divine, une phraséologie chrétienne,. Dye souligne que la réponse à cette question est liée à l'approche méthodologique du chercheur. Ainsi, la réponse ne sera pas la même pour ceux qui considèrent que les passages coraniques doivent s'interpréter grâce à d'autres passages et ceux qui considèrent que ces passages sont déconnectés, le Coran ayant réuni et retravaillé des textes différents.  

### Sources textuelle

#### Hymne sur la Nativité d'Ephrem
Guillaume Dye a mené une étude approfondie sur cette sourate. Pour cet auteur, l'Hymne sur la Nativité d'Éphrem de Nisibe aurait servi de source à la sourate,. Le texte aurait été modifié et réinterprété par « une communauté de lecteurs postérieure ».
Le vocabulaire du verset 3, « shahr », évoque le terme « vigile nocturne » en syriaque. Ce verset renvoie au verset « Ne comptons pas cette vigile comme une vigile ordinaire. C'est une fête dont le salaire dépasse cent pour un. » de l'Hymne sur la Nativité d'Éphrem,. Pour Guillaume Dye, le verset 4 est "obscur". Le terme 'amr serait une déformation du terme z(a)mar, qui signifie le "chant". Il renvoie au chant du Gloria par les anges. Le verset 5 utilise le terme "Salam", la paix, dans un sens non utilisé dans le Coran. Ce sens rappelle la paix apportée par la venue de Jésus dans la nuit de Noël. Le terme "destin" serait à comprendre comme un synonyme de "naissance". 

#### Origine biblique
Pour Cuypers, le vocabulaire de la sourate renvoie aux expressions ", silence paisible", "la nuit", "Parole toute-puissante s’élança" et "décret" du livre de la Sagesse (18, 14-15) que la liturgie chrétienne associe à la Nativité. Dye considère que les rapprochements avec le Livre de la Sagesse sont "beaucoup plus limités" qu'avec l'Hymne sur la Nativité d'Éphrem le Syriaque.

#### Autres écrits
Pour Cuypers, la sourate pourrait aussi être influencée par une version christianisée de l'apocryphe juif  du IIe av. J.C., les Testaments des douze patriarches. Ce texte évoque l'envoi du Messie et de la paix qui en résulte. Pour Cuypers, l'allusion à la nuit de Noël est indirecte par l'emploi de textes du judaïsme déjà réinterprétés par le christianisme.

Texte de la sourate (Coran datant de 1874)
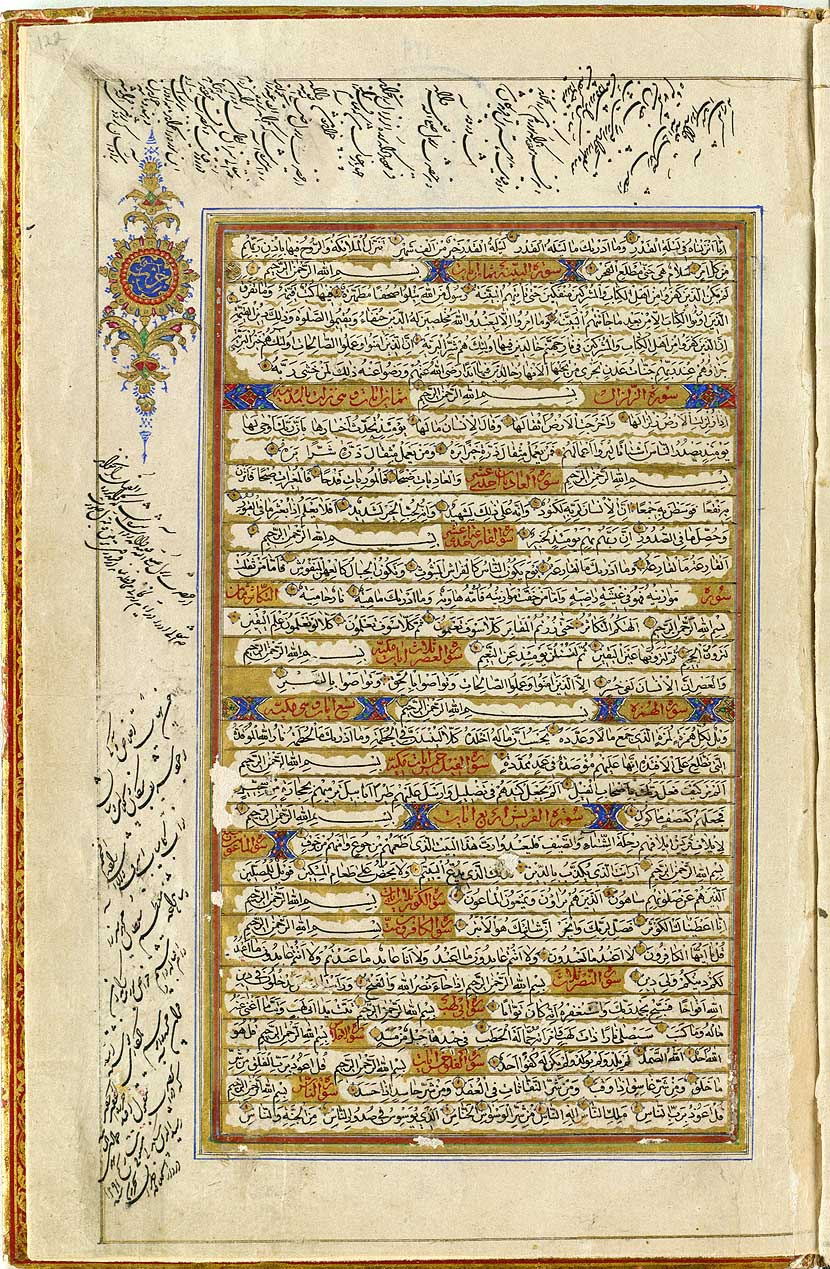